# Pitfall: The Mayan Adventure
Pitfall: The Mayan Adventure är ett spel från 1994 utvecklat av Activision. Spelet är en uppföljare till Activisions tidigare spel Pitfall! till Atari 2600, där spelaren kontrollerar Pitfall Harry, Jr., son till ursprungsspelets hjälte, då han försöker rädda sin far i djungeln, där Mayaindianerna bor.

### Fotnoter
1. ↑  ”Pitfall: The Mayan Adventure” (på svenska). Super Power (Solna: Atlantic) (8 1994). november 1994. Läst 22 april 2014.